# Ясін-Амін Ассехнун
Ясін-Амін Ассехнун (фін. Jasin-Amin Assehnoun, нар. 26 грудня 1998, Тампере, Фінляндія) — фінський футболіст, півзахисник нідерландського клубу «Еммен» та національної збірної Фінляндії.

## Ігрова кар'єра

### Клубна
Першим клубом Ассехнуна на дорослому рівні був клуб «Еспоо», у складі якого він виступав у турнірі Третього дивізіону. У 2018 році футболіст на правах вільного агента перейшов до клубу Вейккаусліги «Лахті», з яким підписав дворічний контракт.
Влітку 2021 року Ассехнун перебрався до чемпіонату Нідерландів, де розпочав виступи у клубі Еерстедивізі «Еммен». З яким у першому ж сезоні виборов підвищення до Ередивізі.

### Збірна
Ясі-Амін народився у Тампере у інтернаціональній родині. Його батько вихідець з Марокко, мама - громадянка Фінляндії. Сам футболіст на міжнародній арені у травні 2021 року у товариському матчі проти команди Швеції дебютував за національну збірну Фінляндії.

## Досягнення
Еммен
- Переможець Еерстедивізі: 2021/22